# Katherine Waterston

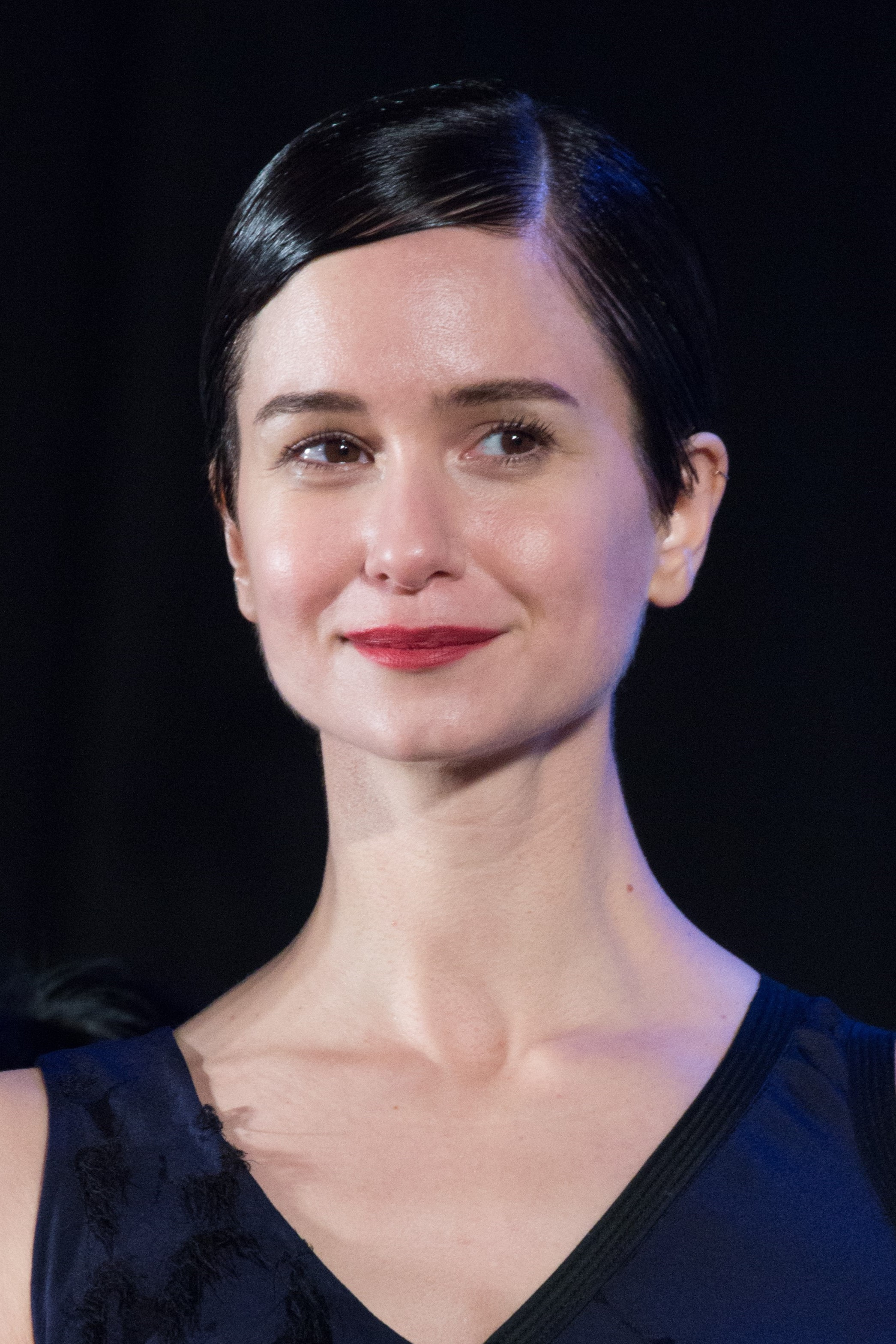
Katherine Waterston 2017.

Katherine Boyer Waterston, född 3 mars 1980 i London, är en amerikansk skådespelerska. Hon har medverkat i filmer som Robot & Frank, Being Flynn, Steve Jobs, Fantastiska vidunder och var man hittar dem och har även huvudrollen i Alien: Covenant.
Hon är dotter till den amerikanske skådespelaren Sam Waterston och har en brittisk mamma. Waterston föddes i London men växte huvudsakligen upp i Connecticut i USA.